# 吐蕃分裂时期

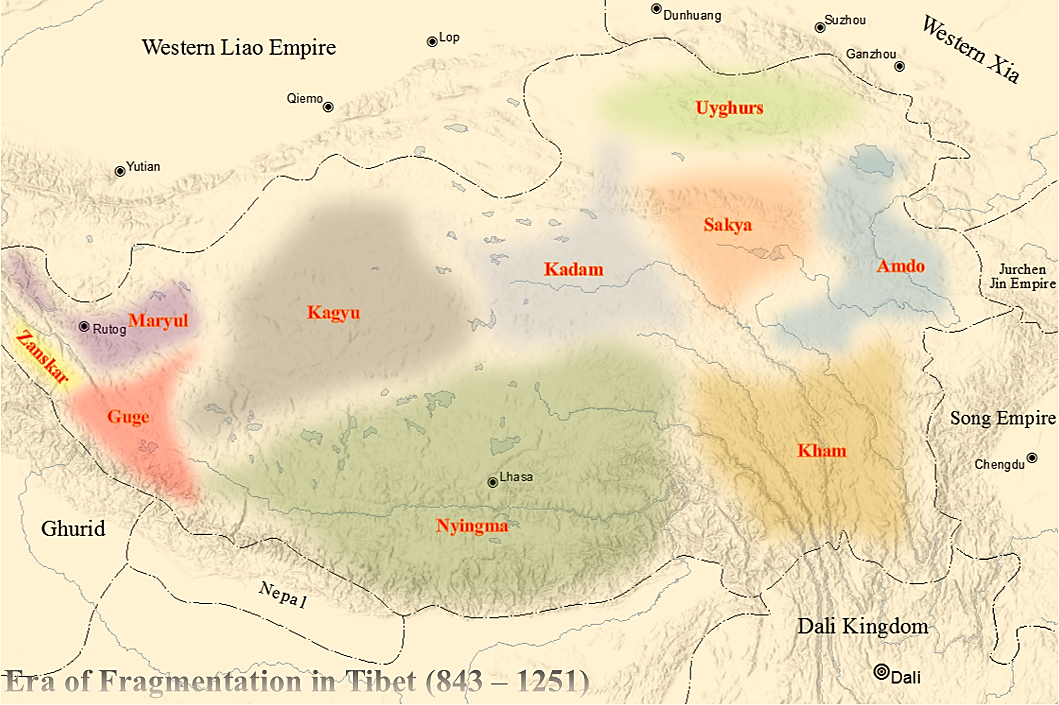
吐蕃分裂时期各佛教教派勢力範圍。

吐蕃分裂时期（藏語：སིལ་ཆད་དུ་འཆད་པ，意为“支离破碎”）指的是西藏历史上从877年至1264年期间的一个时期。这段时期，吐蕃帝国崩溃，分裂为许多个各自为政的小国。

## 歷史
842年，吐蕃赞普朗达玛被僧人暗杀，其子云丹与俄松争夺王位。云丹以伍如（意為「中翼」，逻些小昭寺一带）为据点，俄松以约如（意為「左翼」，雅隆昌珠寺一带）为据点，双方的支持者发生大规模交战，史称“伍约之战”（敦煌文獻中稱為「中左之戰」）。吐蕃大乱，不堪重负的農民起兵造反，最后演变成陰土牛年反上大叛變。起事军领袖掘开赞普和贵族的坟墓，大肆屠杀贵族和王族。这些起事军大多都是自发且盲目的，最终或被贵族镇压，或被利用，都失败了。但最终吐蕃无法再建成一个统一的国家，变成四分五裂的局面。同时期，汉人张议潮在甘肃反抗吐蕃起兵后建立了归义军政权。
俄松的儿子贝考赞被杀，其子吉德尼玛衮逃亡到阿里地区，建立古格王朝。云丹的后裔则占据拉萨一带，形成了拉萨王系。至11世纪时，吐蕃各地渐渐稳定下来，形成了许多割据的王系。除古格和拉萨两个王系之外，另有拉达克、雅隆觉阿、普兰、亚泽、贡塘等王系，以及甘肃、青海一带的唃厮啰政权。
吐蕃分裂时期虽然统治者各自为政，但在文化上却是一个百家争鸣的时代，各种学说、各种教派纷纷形成，对西藏未来的历史产生了巨大的影响。在这段和平时期里，藏传佛教再度兴盛，史称后弘期。阿底峡就是在这段时期里来到吐蕃的。因為吐蕃大乱，故不對位於東鄰的宋朝造成任何威脅，使宋朝得以專注應付遼朝、西夏和金朝。
1240年，蒙古帝国派阔端侵略吐蕃，试图借此牵制南宋。蒙古人希望找到一个单一的君主来投降，但发现吐蕃各地事实上是各自为政，便将最具实力的萨迦派首领萨迦·班智达请到凉州，商讨归顺之事。萨迦·班智达向阔端宣讲佛法，阔端皈依了藏传佛教，吐蕃与蒙古开始建立供施关系。
1264年，忽必烈在吐蕃设置总制院（后改为宣政院），委派萨迦派首领管理吐蕃政教事务，建立萨迦巴政权。吐蕃分裂时期结束，隨後展開了約500年的教派統治。

## 与汉地关系
建隆元年（960年），宋朝建立。由于地理因素，與遠離漢族地區的衛藏等地藏族各部聯繫交往較少，但與鄰近漢族地區的甘、青、川、滇藏族各部則相對密切。

## 延伸阅读
- 《吐蕃史稿》，才让著
- 《贤者喜宴》，黄颢译，中国社会科学院民族研究所，1989年3月出版（原载于《西藏民族学院学报》）
- 《西藏王统记》（一译《吐蕃王朝世系明鉴正法源流史》），萨迦派僧人索南坚赞著，刘立千译注。民族出版社，2000年2月出版。